# شاروار
شاروار (به مجاری: Sárvár) در شهرستان واش در کشور مجارستان واقع شده‌است. جمعیت این شهر ۱۵٬۶۵۱ نفر است.